# Robert Spaemann

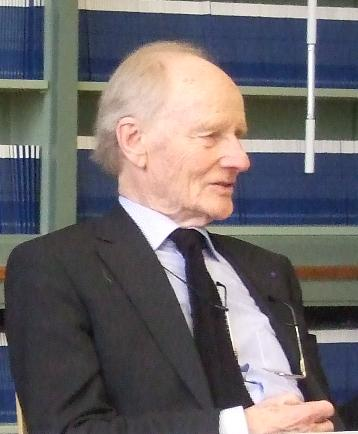
Robert Spaemann (2010)
Unterschrift von Robert Spaemann (1993)

Robert Spaemann (* 5. Mai 1927 in Berlin; † 10. Dezember 2018 in Stuttgart) war ein deutscher Philosoph. Er wird zur Ritter-Schule gezählt.

## Leben

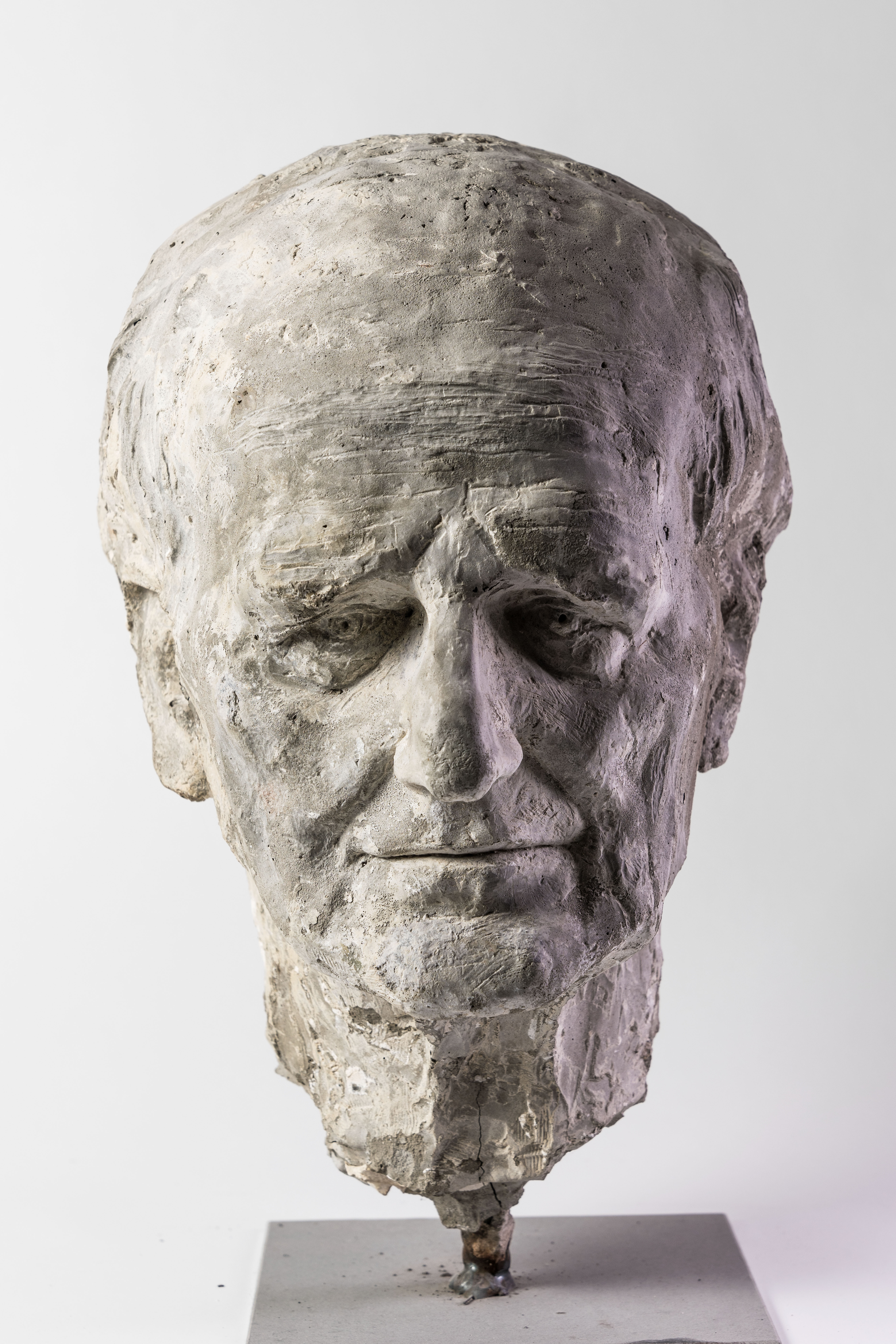
Robert Spaemann – Porträtplastik von Wolfgang Eckert (2012)

Robert Spaemann war der Sohn von Heinrich Spaemann und Ruth Krämer (1904–1936). Er wurde 1930 nach dem Übertritt seiner Eltern zum katholischen Glauben getauft. Nach dem frühen Tod seiner Mutter ließ sich der Vater 1942 zum Priester weihen und übernahm an seinem Wohnort Dorsten eine Kaplanstelle, sodass Robert Spaemann unter älteren Dorstenern als „der Sohn vom Kaplan“ bekannt war. Er verbrachte seine Schulzeit in Dorsten und war Schüler des Gymnasiums Petrinum. Im Frühjahr 1944 brachte er sich durch eine anonym an die Tafel gekritzelte Hitler-Karikatur in Gefahr. Doch der Schulleiter, selbst Nationalsozialist, unterband die von anderen Lehrern verlangte Einschaltung der Gestapo und damit schlimmere Konsequenzen für den Urheber der Zeichnung.
Nach eigener Darstellung hat sich Spaemann nach dem Krieg für „kurze Zeit der Faszination der Lektüre von Marx und Lenin hingegeben“, bis er, „im Rahmen von Aktivitäten, die heute verfassungsschutzrelevant wären“, den „realen Sozialismus“ kennen gelernt und so auch die Wahrheit über den kommunistischen Terror in der Sowjetunion erfahren habe. In den 1950er Jahren kritisierte er Pläne der damaligen Bundesregierung zur atomaren Aufrüstung der Bundeswehr. Zu jener Zeit wurde er „gelegentlich als Linkskatholik apostrophiert.“
Spaemann studierte Philosophie, Geschichte, Theologie und Romanistik an den Universitäten Münster, München, Fribourg und Paris. Er wurde 1952 bei Joachim Ritter mit einer Dissertation über Louis-Gabriel-Ambroise de Bonald promoviert. Vier Jahre lang war er Lektor im Kohlhammer Verlag, danach wissenschaftlicher Assistent in Münster. Dort habilitierte er sich 1962 in Philosophie und Pädagogik mit einer Arbeit über François Fénelon. Als Assistent in Münster nahm er an den Seminaren des „Collegium Philosophicum“ Joachim Ritters teil. An diesen Seminaren beteiligten sich auch die Philosophen Hermann Lübbe, Odo Marquard und Günter Rohrmoser sowie der spätere Bundesverfassungsrichter Ernst-Wolfgang Böckenförde, die man später der sogenannten „Ritter-Schule“ zuordnete. Nach Auskunft Spaemanns war dies eigentlich keine philosophische Schule, sondern „eher ein Kreis von Freunden, die an gewissen Sachfragen immer ein gemeinsames Interesse hatten und die vielleicht stärker als die verwandte Gadamer-Schule das Politische als philosophisch relevant ernst genommen hat.“
Spaemann war ordentlicher Professor für Philosophie an den Universitäten Stuttgart (bis 1968), Heidelberg, wo er Hans-Georg Gadamer nachfolgte (1969 bis 1972), und München, wo er 1992 emeritiert wurde.
1950 heiratete er Cordelia Steiner (* 12. November 1925, † 24. April 2003), die als Übersetzerin des Langgedichts The Anathemata von David Jones und Mitautorin des katholischen Gesangbuchs „Gotteslob“ bekannt wurde. Das Paar hatte zwei Töchter, darunter die in Wien lebende Pianistin und Klavierpädagogin Susanna Möller-Spaemann, und einen Sohn, den Psychiater Christian Spaemann (* 1957), der in Österreich eine Fachklinik aufbaute und von 2003 bis 2011 leitete. Für Spaemann bedeutete der Tod seiner Frau einen schweren Verlust, da sie sein Denken und philosophisches Schaffen stets eng begleitet hatte.
Robert Spaemann starb am 10. Dezember 2018 in seinem Haus in Stuttgart-Botnang. Die Cellistin Marie Spaemann (* 1988) ist seine Enkelin.

## Wirken
In seinem wissenschaftlichen Werk beschäftigte sich Spaemann mit der Ideengeschichte der Neuzeit, mit Naturphilosophie, Problemen der Ethik, der Politischen Philosophie und der Religionsphilosophie. Beachtet wurde sein Engagement in zeitgenössischen Debatten in Gesellschaft und Kirche. Seine Hauptwerke – Glück und Wohlwollen (1989) und Personen (1996) – wären ohne „diese aktuellen Auseinandersetzungen kaum zu denken“. Die Verwicklung in solche Debatten ist Henning Ritter zufolge auch „der Lesbarkeit und dem souveränen Gestus seiner Bücher“ zugutegekommen.
In einem 1996 veröffentlichten Aufsatz kritisierte Spaemann das Projekt Weltethos des Tübinger Theologen Hans Küng scharf. Spaemann zufolge habe die Geschichte Europas gezeigt, dass sich Menschen und Völker auf Leben und Tod bekämpften, auch nachdem sie längst durch ein gemeinsames Ethos verbunden waren. Unterlassung von Kriegen sei hingegen immer ein Ergebnis interessebedingten Kalküls gewesen. Ein gemeinsames Ethos sei daher kein Garant für den Weltfrieden. Spaemann wandte sich auch gegen die Annahme, Religionsfrieden gebe es nur mit Religionsdialog. Auch hier zeige das geschichtliche Beispiel der Reformation, dass Religionskriege auch als Ergebnis eines sich verschärfenden Religionsdialogs gelesen werden könnten. Religionsdialoge enthielten immer die Gefahr eines Streites, der gar nicht entstanden wäre, wenn man sich nicht darauf eingelassen hätte.
In seinen Reden und Veröffentlichungen setzte sich Spaemann für den Schutz des menschlichen Lebens von seinem Beginn bis zum natürlichen Tod ein. Er kritisierte deshalb Vorschläge zur – wenigstens teilweisen – Freigabe der Tötung auf Verlangen und zu einer „Liberalisierung“ der Sterbehilfe. Er begründete dies mit einem Verständnis von Person und Menschenwürde, das jegliche Relativierung des Rechts auf Leben mit Zeitpunkten, Fristen und anderen Bedingungen zurückweise. Gemeinsam mit dem früheren Verfassungsrichter Ernst-Wolfgang Böckenförde formulierte er folgenden Grundsatz: „Wenn es überhaupt so etwas wie Rechte der Person geben soll, kann es sie nur geben unter der Voraussetzung, dass niemand befugt ist, darüber zu urteilen, wer Subjekt solcher Rechte ist.“ Die Menschenwürde kommt der Person nicht unter der Voraussetzung bestimmter Eigenschaften (z. B. des Selbstbewusstseins), sondern allein aufgrund ihrer biologischen Zugehörigkeit zur Spezies Mensch zu. Er weist nach, dass für die Aufklärung ebendiese These, dass „Menschen vor ihrer Geburt Personenrechte“ haben, selbstverständlich gewesen sei. Es wird als Spaemanns Verdienst angesehen, „die Debatte um Abtreibung und Euthanasie auf diese grundsätzliche Ebene gehoben zu haben“.
Nachdem die neurechte Wochenzeitung Junge Freiheit 2006 auf der Leipziger Buchmesse nicht als Aussteller zugelassen werden sollte, unterzeichnete Spaemann den „Appell für die Pressefreiheit“ gegen den Ausschluss der Jungen Freiheit von der Messe. Spaemann hielt es für gefährlich, wenn staatliche Institutionen aufgeboten werden, „um bestimmte verfassungskonforme politische Positionen öffentlich zu ächten“. In staatlich organisierten „Bündnissen gegen Rechts“ sah er den Versuch, den Staat als eine „Wertegemeinschaft“ neu zu begründen. Der liberale Rechtsstaat sei – auch wegen des gesellschaftlichen Pluralismus – konstitutiv eine Rechtsgemeinschaft. Er erkenne die Rechte seiner Bürger unabhängig von ihren weltanschaulichen Auffassungen an, solange diese den Gesetzen gehorchen. Verstehe sich der demokratische Staat als Wertegemeinschaft, so berge dies die „Gefahr eines liberalen Totalitarismus“. Um die Gesetze des Staates zu akzeptieren, müsse man nicht unbedingt die Werte teilen, die diesen zugrunde liegen. Vielmehr genüge es, den Gesetzen zu gehorchen, weil man den „Wert des inneren Friedens“ im Gemeinwesen kenne. Im Blick auf das zusammenwachsende Europa folgerte er, dass die Europäische Union nur dann eine Rechtsgemeinschaft sein kann, wenn sie „Gemeinschaften mit gemeinsamen Wertschätzungen“ schützt, „selbst aber darauf verzichtet eine Wertegemeinschaft zu sein“. Aus ähnlichen Gründen kritisierte er im Vorfeld das deutsche Lebenspartnerschaftsgesetz (2001), das gleichgeschlechtlichen Paaren in Deutschland die Eingehung einer rechtlich anerkannten, eheähnlichen Partnerschaft ermöglichen sollte. In dieser Anerkennung sah er eine ungebührliche Privilegierung von Einzelinteressen durch den Staat: „Nachdem man die Aufhebung der Strafbarkeit der Homosexualität damit begründete, dass der Staat sich nicht ins Schlafzimmer einzumischen habe, soll er sich nun wieder einmischen und der homosexuellen Beziehung zu dem Status verhelfen, den ihr die Gesellschaft von sich aus nicht geben würde. Aber dazu ist der Staat nicht da“, schrieb er im Juli 2000 in einem Leserbrief an die Frankfurter Allgemeine Zeitung. Über Homosexualität allgemein sagte er in einem Interview: „Unter meinen guten Freunden sind mehrere Homosexuelle. Mit denen bin ich darin einig, dass die Abwesenheit der Anziehungskraft des anderen Geschlechts ein anthropologisches Manko ist.“
In der Debatte über Judenmission im Zusammenhang mit der von Spaemann begrüßten Neuformulierung der Karfreitagsfürbitte für die Juden des vorkonziliaren Passionsritus durch Papst Benedikt XVI. im Jahr 2008 forderte er, Judenmission nicht nur in der Karfreitagsfürbitte zu erwähnen, sondern in der römisch-katholischen Liturgie generell.
Spaemann war ein enger Berater der Päpste Johannes Paul II. und Benedikt XVI., deren Ansichten er besonders in Fragen der Bedeutung der Naturrechtslehre für die Ethik nahestand. Er schrieb zeitkritische Beiträge zu ethischen, politischen und religiösen Fragen für überregionale Zeitungen und internationale Fachzeitschriften. Seine Positionen, insbesondere zur Ökologie und zur Bioethik, werden über die Grenzen verschiedener Weltanschauungen und Parteien hinaus beachtet. Wegen seines Engagements für die Bewahrung der Schöpfung bezeichnete ihn die Berliner Tageszeitung als Ökophilosophen. Auf Einladung der Bundestagsfraktion der Grünen referierte er Anfang des Jahrtausends zur Debatte um die Stammzellenforschung.
Spaemann war Mitherausgeber des anonymen Hauptwerks des christlichen Hermetikers Valentin Tomberg mit dem Titel Die großen Arcana des Tarot.

### Sterbehilfe
Spaemann äußerte sich wiederholt gegen Sterbehilfe jeglicher Art. Er befürchtet dabei insbesondere, jegliche Ermöglichung von Sterbehilfe werde zu einem Dammbruch führen. Der Sterbehilfeverein Dignitas übte Gegenkritik. Spaemann wandte sich aber ebenso gegen eine künstliche Lebensverlängerung, die nur durch Aufbietung außerordentlicher Maßnahmen erreicht werden kann. In beiden Fällen würde „der Mensch um den Akt des Sterbens betrogen“.

### Tierethik
Spaemann bezog die Tiere als Bestandteil der Schöpfung in seine Positionen ausdrücklich mit ein. Er hielt es für unnötig, gegen die These zu argumentieren, dass wir nur von Menschen wissen können, dass sie leiden, da nur sprachliche Kommunikation uns über den Schmerz eines Wesens informieren könne. Für Spaemann war es nach einer alten Disputationsregel nicht sinnvoll, etwas beweisen zu wollen, das für jedermann offenkundig ist: „Zu dem Offenkundigen gehört, dass wenigstens höherentwickelte Tiere sich in Lagen befinden können, die wir sinnvollerweise nur mit Worten wie Schmerz, Leiden, Lust und Sichwohlfühlen beschreiben können“. Er hielt es für ein wirksames Mittel, Grausamkeiten gegen Tiere z. B. durch Fernsehsendungen sichtbar zu machen, da es Dinge gibt, „die man nur sehen muss, um zu sehen, dass sie nicht sein sollen“. Das Gegenargument, dass menschliche Interessen vor tierischen Bedürfnissen Vorrang haben und dass es unfair sei, „die unmittelbaren Gefühle des Publikums gegen bestimmte Praktiken zu mobilisieren, ohne den Preis zu nennen, den wir für die Unterlassung solcher Praktiken zahlen müssen“, hielt Spaemann für schwach.
Unter diesem Gesichtspunkt setzte er sich besonders mit dem Thema Tierversuche auseinander, da es nach seiner Auffassung für eine verantwortliche öffentliche Güterabwägung Voraussetzung ist, dass „die zur Abwägung anstehenden Güter erst einmal zur Kenntnis genommen werden“. Da das Leiden der Tiere im Labor jedoch sorgfältig vor uns verborgen wird, vermutet Spaemann: „Ist die übliche Geheimhaltung auf diesem Gebiet nicht ein Zeichen dafür, dass eine verantwortliche Güterabwägung gerade nicht stattfinden soll?“ Ohne die Möglichkeit einer unmittelbaren gefühlsmäßigen Wahrnehmung tierischen Leidens, so Spaemann, fehlt uns jedoch die elementare Wert- und Unwerterfahrung, die jedem sittlichen Urteil vorausgeht. In diesem Verhalten drückt sich für ihn der Unterschied zwischen dem heutigen und dem archaischen Umgang mit Tieren aus, der, auch wo er grausam war, vor aller Augen stattfand: „Die Perversität der gegenwärtigen Praxis liegt darin, dass wir unsere verfeinerte Sensibilität durch den Umgang mit den Haustieren befriedigen und davon getrennt eine Praxis institutionalisieren, gegen die wir diese Sensibilität abschirmen (...).“
Spaemann erwartet, dass der Tierexperimentator als sittliches Wesen selbst fordern müsse, „dass die Frage der Zulässigkeit seiner Versuche durch Menschen entschieden wird, die nicht durch das primäre Interesse am Versuch und seinen Ergebnissen bestimmt und insofern befangen sind“. Gleiches machte er für die Deutsche Forschungsgemeinschaft geltend, die „in Fragen dieser Art niemals als unparteiischer Berater und Schiedsrichter auftreten kann, da sie hier wesentlich Partei ist“.
Gemeinsam mit den fast zeitgleichen Veröffentlichungen des Schriftstellers Hans Ruesch und des Mediziners Herbert Stiller regte Robert Spaemann 1979/1980 die zu dieser Zeit wieder auflebende öffentliche Debatte über das Für und Wider von Tierversuchen mit einem Beitrag an, in dem er forderte: „Was heute an Millionen Versuchstieren geschieht, muss aus dem einzigen Grund verboten werden, weil es mit der Selbstachtung einer menschlichen Rechtsgemeinschaft unvereinbar ist“. Er kritisierte jene Tierquälereien, die nicht aus Gedankenlosigkeit oder Rohheit begangen werden, sondern weil sie zum vermeintlichen oder angeblichen Vorteil des Menschen geschehen und dementsprechend einen vernünftigen Grund im Sinne des Gesetzes darstellen. Die Verwendung des Wortes „wissenschaftlich“ bezeichnete er in diesem Zusammenhang als „die fürchterlichste Einschüchterungsvokabel der Gegenwart“. Ein Zitat aus diesem Beitrag Spaemanns erlangte über Tierschutzkreise hinaus Bekanntheit:

„Die absichtliche Verwandlung eines solchen Lebens in ein Bündel von Leiden und stummer Verzweiflung ist ein Verbrechen. Was sollte eigentlich sonst ein Verbrechen sein?“

Nicht unser eigenes Interesse, so Spaemann, sondern unsere Selbstachtung ist es, die es uns gebietet, das Leben von Tieren artgemäß und ohne die Zufügung schweren Leidens geschehen zu lassen, da diese ihr Leiden nicht in die höhere Identität eines bewussten Lebenszusammenhangs integrieren und so bewältigen können. „Sie sind sozusagen im Schmerz nur Schmerz.“ Für Spaemann liegt der wesentliche Grund, einem Wesen keinen Schmerz zuzufügen, nicht darin, dass es ein vernünftiges, sondern darin, dass es ein schmerzempfindendes Wesen ist. Den oft vorgebrachten Einwand, dass es in der Welt so viel bestialisches Unrecht an Menschen, Hunger, Folterungen, Entwürdigungen gibt und wir deshalb Wichtigeres zu tun haben, als uns der Tiere anzunehmen, ließ er nicht gelten: „Zweitwichtigstes so lange zu unterlassen, bis alles Wichtigste sich erledigt hat, wäre das Ende aller Kultur.“

### Naturphilosophie
Spaemann gilt als Vertreter einer aristotelisch geprägten Naturphilosophie.

### Pädagogik
Fragen der Erziehung stehen nach Spaemanns Auffassung „am Anfang aller Ethik“. In den 1970er Jahren nahm er Stellung zu den Ideen einer „emanzipatorischen Erziehung“. Sinnvoll sei die Idee der Emanzipation dort, „wo Menschen hinsichtlich der Organisation der Rahmenbedingungen ihres Handelns von fremder Vormundschaft befreit werden“. Dieser Begriff von Emanzipation bezeichne „einen Vorgang, der jedesmal einen Anfang und ein Ende“ habe, das als Mündigkeit bezeichnet werde. Die Idee der „emanzipatorischen“ Erziehung, die er Emanzipationsideologie nennt, meinte dagegen „einen unendlichen und zudem als universal gedachten Prozess“ als Erziehungsideal. Er diene dazu, den Kreis derjenigen zu erweitern, die „als unmündig erklärt werden“, und legitimiere eine „massive Herrschaftsideologie der Pädagogen“. Die Emanzipationsideologie verwehre dem Kind das Recht auf Möglichkeiten zur Identifikation und Persönlichkeitsentfaltung. Er gehörte 1978 zu den Veranstaltern des Kongresses „Mut zur Erziehung“, der sich gegen emanzipatorische Bildungsexperimente mit Kindern richtete. Aufgabe der Erzieher ist es Spaemann zufolge, das Kind „an die eigenständige und widerständige Wirklichkeit heranzuführen“. Das Kind müsse zunächst aus „seiner subjektiven Empfindungswelt behutsam und zielstrebig an die Realität“ geführt werden. Entscheidend sei, dass „die Wirklichkeit zunächst als hilfreich und freundlich erfahren“ werde. Die Stiftung dieser Grunderfahrung – die Psychologie spricht vom Urvertrauen – sei das Wichtigste, „was Erziehung überhaupt zu leisten vermag“. Denn wer sich an seine Kindheit als eine „heile Welt“ erinnern könne, werde „leichter mit der unheilen fertig“.

### Rechtsphilosophie
In seinen Beiträgen zur Rechtsphilosophie betont er die „Aktualität des Naturrechts“. In dem Streit um das Naturrecht erkennt er kein Argument gegen, sondern eines für dieses Recht. Denn „gäbe es kein von Natur Rechtes, so ließe sich über Fragen der Gerechtigkeit gar nicht sinnvoll streiten“. Die Existenz dieses Rechts bedeute nicht, dass es für jedermann offensichtlich ist, sondern „dass in der Richtung, die dieser Name bezeichnet, sinnvollerweise etwas zu suchen sei“. Das Naturrecht lasse sich nicht mehr als ein Normenkatalog beziehungsweise eine Art Metaverfassung verstehen. Eher sei es eine Denkweise, die „alle rechtlichen Handlungslegitimationen noch einmal kritisch“ prüfe.

### Religionsphilosophie
Für Spaemann bildet die Vernünftigkeit des Glaubens an Gott den Mittelpunkt seiner Philosophie. Er erläutert die traditionellen philosophischen Gottesbeweise und weist darauf hin, dass diese Gottesbeweise auch im 20. Jahrhundert noch philosophische Bewunderer gefunden haben. Er setzt einen Kontrapunkt zu Philosophen wie Ernst Tugendhat, die meinen, dass die Haltung der Religion „mit der intellektuellen Redlichkeit heute nicht mehr vereinbar“ sei. Mit seiner eigenen Argumentation zur Gottesfrage schließt Spaemann an Nietzsche an, der einmal schrieb: „Ich fürchte, wir werden Gott nicht los, weil wir noch an die Grammatik glauben“.
Die Aufklärung habe ihr Werk getan und sei im Moment in Gefahr, sich selbst abzuschaffen. Im Hinblick auf Nietzsches Wahrheitskritik stelle sich die Frage, mit welcher Lüge man am besten lebt. Es bleibe dann nur noch der Kampf gegen den banalen Nihilismus einer Spaßgesellschaft. Für Spaemann ist die Spur Gottes in der Welt der Mensch, der nach seinem Ebenbild geschaffen wurde, „im Gegensatz zu Nietzsches Menschenbild vom findigen Tier“. Gottesebenbildlichkeit des Menschen bedeutet, dass der Mensch als freies, endliches, aber wahrheitsfähiges Wesen geschaffen wurde.
Spaemann betonte wiederholt, dass die Frage nach Gott nach wie vor zeitgemäß sei und in ihrer Erörterung durchaus der Vernunft bedürfe. Das Argument, die Frage nach der Existenz Gottes sei unwichtig, da sie für die individuelle Moralität des Menschen belanglos sei und sich bei seinem Tod ohnehin beantworte, lässt Spaemann nicht gelten. Vielmehr hält er die Frage nach Gott auch für das Leben im Diesseits für relevant und verweist auf die motivierende Kraft eines Gottesglaubens. Dass diese Kraft religiösen Extremismus hervorbringen könne, ist für ihn kein gültiger Einwand, um sich nicht mit der Gottesfrage auseinanderzusetzen. Wer das zurückweise, gleiche jemandem, der „aus verzweifelter Lage gerettet […] und über dem ein Füllhorn von Wohltaten ausgeschüttet wird, der sich aber im Unklaren darüber ist, ob das Ganze Zufall oder das heimliche Geschenk eines liebevollen Menschen ist“, und dennoch sagt: „Was ich habe, habe ich, und ob dahinter die Liebe eines Gebers steht, ist mir egal, denn ich würde ihm sowieso nicht danken.“ In Spaemanns Vorstellung habe ein achtungswürdiger Mensch den Wunsch zu danken, wenn es einen Adressaten dafür gibt.
Der Gottesglaube hat nach Spaemanns Überzeugung Bestand. Er nannte ihn deshalb das „unsterbliche Gerücht“. Universalistische Religionen wie das Christentum könnten auf Mission nicht verzichten. Sie müssten ihre Standpunkte in den allgemeinen Diskurs einbringen. Er war davon überzeugt, dass zwischen verschiedenen religiösen Standpunkten eine fruchtbare Auseinandersetzung möglich ist.

## Rezeption

### Rekonstruktion von Spaemanns Gottesbeweis
Guido Kreis stellt in dem Buch Gottesbeweise von Anselm bis Gödel (2011) Spaemanns 2005 in einem Gastbeitrag für Die Welt vorgelegten Gottesbeweis wie folgt dar:
1.
- •P1(K1) Tatsachenwahrheiten sind ewige Wahrheiten
- •K1 Das Futur Exactum impliziert das Präsens

2.
- •P2 Bewusstseinsfähige Lebewesen werden aussterben
- •K2 Es wird in der Zukunft kein einziges Lebewesen geben, das Tatsachenwahrheiten wissen kann

3.
- •P3(K3) Der ontologische Status von Tatsachenwahrheiten besteht im Gewusstwerden
- •K2 Es wird in der Zukunft kein einziges Lebewesen geben, das Tatsachenwahrheiten wissen kann
- •K1 Das Futur Exactum impliziert das Präsens
- •K3 Zu behaupten, die Wahrheit von Tatsachenwahrheiten hängt von endlichen Lebewesen ab, bedeutet die Leugnung von wahren gegenwärtigen Tatsachen

4.
- •K3 Zu behaupten, die Wahrheit von Tatsachenwahrheit hängt von endlichen Lebewesen ab, bedeutet die Leugnung von wahren gegenwärtigen Tatsachen
- •P3(K3) Der ontologische Status von Tatsachenwahrheiten besteht im Gewusstwerden
- •K4 Gewesensein, das unabhängig vom Bewusstsein endlicher Personen ist, bedeutet die Existenz von Gott

Prädikatenlogisch lässt sich das Argument so rekonstruieren:
T0…jetzt
T0+n…zukünftig
T0+∞…ewig
T0+¬∞…nicht ewig
E…existieren
GW…gewusst werden
W…wahr
t…Tatsachenwahrheit
b…Bewusstseinsfähiges Lebewesen
z…zukünftiger Zeitpunkt
1.
- •P1(K1) ∀(t) T0+∞(t)
- •K1 ∀(t) T0+∞(t) → T0(t)

2.
- •P3 ∀(b) T0+¬∞(b)
- •K2 ∃(z) ¬E(b)

3.
- •P4 GW(t) ∧ T0+∞(t)
- •K2 ∃(z) ¬E(b)
- •K1 ∀(t) T0+∞(t) → T0(t)
- •K3 (E(b) ↔W(t)) →¬ T0(t)

4.
- •K3 (E(b) ↔W(t)) →¬ T0(t)
- •P4 GW(t) ∧ T0+∞(t)
- •K4 (∀(t) T0+∞(t) ∧¬E(b)) →E(g)

### Kritik an Spaemanns Gottesbeweis
In seinem Gottesbeweis macht Spaemann Gott zu einem Präsenzverwalter von Wahrheiten. Welchen Nutzen das Sammeln von diesen Wahrheiten hat, wird von Spaemann nicht erläutert. Zudem setzt die Tatsache, dass Tatsachenwahrheiten auch in Zukunft wahr bleiben, keinen ewigen Gott voraus. Des Weiteren ist Spaemanns Gottesbeweis kein Gottesbeweis, da nur versucht wird zu beweisen, dass ewige Wahrheiten ewig wahr bleiben beziehungsweise „abgespeichert“ werden müssten, um überhaupt wahr zu sein. Andere Aspekte eines Gottes werden nicht beschrieben.

## Ehrungen und Auszeichnungen
Spaemann empfing Ehrendoktorate von Universitäten in Fribourg (1989), Washington (2001), Santiago de Chile (1998) sowie der Opus-Dei-Universität Navarra in Pamplona (1994), die ihn im Jahr 2001 auch mit ihrem Philosophiepreis Premio Roncesvalles auszeichnete. Spaemann war Träger zahlreicher weiterer akademischer und wissenschaftlicher Auszeichnungen, darunter der Karl-Jaspers-Preis der Stadt und der Universität Heidelberg (2001) und der Bayerische Maximiliansorden für Wissenschaft und Kunst (2002). 1988 erhielt er das Bundesverdienstkreuz 1. Klasse und wurde 1994 mit dem Bayerischen Verdienstorden ausgezeichnet. Er war Gründungsmitglied der Europäischen Akademie der Wissenschaften und Künste und Mitglied zahlreicher weiterer akademischer Gesellschaften sowie seit 2009 Ehrenmitglied der chinesischen Akademie der Sozialwissenschaften.

## Schüler
Zu den Schülern Spaemanns gehören Thomas Buchheim, Rolf Schönberger und Walter Schweidler.

## Werke
Der Klett-Cotta Verlag gibt die „Gesammelten Schriften in Einzelbänden“ heraus. Erster Band war 2019 Reflexion und Spontaneität. Studien über Fénelon.

### Monographien
- Der Ursprung der Soziologie aus dem Geist der Restauration. Studien über L. G. A. de Bonald. Kösel, München 1959, 2. A. Klett-Cotta, Stuttgart 1998, ISBN 3-608-91921-X (überarbeitete Neuausgabe Klett-Cotta, Stuttgart 2021, ISBN 978-3-608-96224-6).
- Reflexion und Spontanität. Studien über Fénelon. Kohlhammer, Stuttgart 1963, 2. A. Klett-Cotta, Stuttgart 1990, ISBN 3-608-91334-3.
- Einsprüche. Christliche Reden. Johannes, Einsiedeln 1977, ISBN 3-265-10195-9.
- Zur Kritik der politischen Utopie. Zehn Kapitel politischer Philosophie. Klett-Cotta, Stuttgart 1977, ISBN 3-12-910110-1.
- Rousseau – Bürger ohne Vaterland. Von der Polis zur Natur. Piper, München 1980, ISBN 3-492-10579-3.
- Die Frage Wozu? Geschichte und Wiederentdeckung des teleologischen Denkens (mit Reinhard Löw). Piper (Serie Piper 748), München 1981.
  - Neuausgabe als: Natürliche Ziele. Klett-Cotta, Stuttgart 2005, ISBN 3-608-94121-5.
- Moralische Grundbegriffe. Beck (Beck’sche Reihe 256), München 1982, ISBN 3-406-45442-9.
- Philosophische Essays. Reclam (UB 7961), Stuttgart 1983; 2., erw. A. ebd. 1994, ISBN 3-15-007961-6.
- Das Natürliche und Vernünftige. Aufsätze zur Anthropologie. Piper (Serie Piper 702), München 1987, ISBN 3-492-10702-8.
- Glück und Wohlwollen. Versuch über Ethik. Klett-Cotta, Stuttgart 1989, ISBN 3-608-91556-7.
- Zur kirchlichen Erbsündenlehre. Stellungnahmen zu einer brennenden Frage (mit Albert Görres, Christoph Schönborn). Johannes (Sammlung Kriterien 87), Einsiedeln 1994, ISBN 3-89411-303-0.
- Personen. Versuche über den Unterschied zwischen „etwas“ und „jemand“. Klett-Cotta, Stuttgart 1996, ISBN 3-608-91813-2.
- Töten oder sterben lassen? Worum es in der Euthanasiedebatte geht (mit Thomas Fuchs). Herder, Freiburg im Breisgau 1997.
- Grenzen. Zur ethischen Dimension des Handelns. Klett-Cotta, Stuttgart 2001, ISBN 3-608-91027-1.
- Das unsterbliche Gerücht. Die Frage nach Gott und der Aberglaube der Moderne. Klett-Cotta, Stuttgart 2005, ISBN 3-608-94452-4.
- Der letzte Gottesbeweis (mit Rolf Schönberger). Pattloch, München 2007, ISBN 978-3-629-02178-6.
- Rousseau – Mensch oder Bürger. Das Dilemma der Moderne. Klett-Cotta, Stuttgart 2008, ISBN 978-3-608-94245-3.
- Nach uns die Kernschmelze. Hybris im atomaren Zeitalter. Klett-Cotta, Stuttgart 2011, ISBN 978-3-608-94754-0.
- Meditationen eines Christen. Klett-Cotta, Stuttgart
  - Bd. 1: Über die Psalmen 1–51. 2014, ISBN 978-3-608-94887-5.
  - Bd. 2: Eine Auswahl aus den Psalmen 52–150. 2016, ISBN 978-3-608-94909-4.

### Kirchenpolitische Schriften
- Mit Georg Muschalek: Der Widerstand gegen die Alte Messe. Van Seth, Denkendorf 2007, ISBN 978-3-927057-16-6.

### Beiträge
- Die Aktualität des Naturrechts. In: Franz Böckle, Ernst-Wolfgang Böckenförde, Stefan Andreae (Hrsg.): Naturrecht in der Kritik. Matthias-Grünewald-Verlag, Mainz 1973, ISBN 978-3-7867-0390-7, S. 262–276.
- Der Streit der Philosophen. In: Hermann Lübbe (Hrsg.): Wozu Philosophie? Stellungnahmen eines Arbeitskreises. De Gruyter, Berlin 1978, ISBN 3-11-007513-X, S. 91–106.
- Die christliche Religion und das Ende des modernen Bewusstseins. In: IKaZ, 8. Jg. (1979), S. 251–270.
- Bestialische Quälereien Tag für Tag. In: Deutsche Zeitung. 33, 1979. Auch veröffentlicht unter: Welt des Grauens. In: Kritik der Tierversuche. Kübler, Lampertheim 1980, ISBN 3-921265-24-X, S. 27–31.
- Verantwortung. In: Peter Geach, Fernando Inciarte, Robert Spaemann: Persönliche Verantwortung. Adamas, Köln 1982, ISBN 3-920007-78-6, S. 11–32.
- Tierschutz und Menschenwürde. In: Ursula M. Händel (Hrsg.): Tierschutz – Testfall unserer Menschlichkeit. Fischer Taschenbuchverlag, Frankfurt am Main 1984, ISBN 3-596-24265-7, S. 71–81.
- Die Zweideutigkeit des Glücks. In: Robert Spaemann, Wolfgang Welsch, Walther Christoph Zimmerli (Hrsg.): Zweckmässigkeit und menschliches Glück (= Tagungsakten der Bamberger Hegelwochen 1993). Fränkischer Tag, Bamberg 1994, ISBN 3-928648-12-8, S. 15–34.
- Wirklichkeit als Anthropomorphismus. In: Oswald Georg Bauer (Red.): Was heißt „wirklich“? Unsere Erkenntnis zwischen Wahrnehmung und Wissenschaft. Oreos, Waakirchen-Schaftlach 2000, ISBN 3-923657-54-4, S. 13–34.
- Über den Begriff der Menschenwürde. In: Martin Morgenstern, Robert Zimmer (Hrsg.): Staatsbegründungen und Geschichtsbedeutungen (= Treffpunkt Philosophie, Bd. 4: „Politische Philosophie“). Bayerischer Schulbuch Verlag (BSV), München 2001, ISBN 3-7627-0325-6 & Patmos, Düsseldorf 2001, ISBN 3-491-75641-3, S. 124 f.[57]
- Sind alle Menschen Personen? In: Walter Schweidler, Herbert A. Neumann, Eugen Brysch (Hrsg.): Menschenleben – Menschenwürde. Interdisziplinäres Symposium zur Bioethik (= Ethik Interdisziplinär, Bd. 3). Lit, Münster 2003, ISBN 3-8258-6808-7, S. 45–50.
- Die schlechte Lehre vom guten Zweck. Der korrumpierende Kalkül hinter der Schein-Debatte. In: FAZ, 23. Oktober 1999 (Bilder und Zeiten I).

### Herausgeberschaften
- (mit Martin Kriele): Anonymus d’Outre Tombe (d. i. Valentin Tomberg): Die großen Arcana des Tarot. Meditationen. 4 Bde., Herder, Basel 1983 (3., erw. Aufl. ebd. 1992/1993).
- (mit Reinhard Löw, Peter Koslowski): Evolutionismus und Christentum (= Civitas Resultate, Bd. 9). VCH, Weinheim 1986, ISBN 3-527-17573-3.
- Ethik-Lesebuch. Von Platon bis heute (= Serie Piper, Bd. 764). Piper, München 1987, ISBN 3-492-10764-8.
- (mit Walter Schweidler): Ethik Lehr- und Lesebuch. Texte – Fragen – Antworten. Klett-Cotta, Stuttgart 2006, ISBN 3-608-94445-1 (Neuausgabe des Ethik-Lesebuchs).
- (Reihenherausgeber mit Klaus Hemmerle und Alexander Hollerbach): Symposion. Philosophische Schriftenreihe. Verlag Karl Alber, Freiburg i. Br. 1975 bis 1994.